# كاميرون نورمان
كاميرون نورمان (بالإنجليزية: Cameron Norman) هو لاعب كرة قدم بريطاني في مركز الدفاع، ولد في 12 أكتوبر 1995 في نورتش في المملكة المتحدة. لعب مع نادي وكينغ.

## وصلات خارجية
- كاميرون نورمان على موقع قاعدة بيانات كرة القدم.إي يو (الإنجليزية)
- كاميرون نورمان على موقع Soccerbase.com (لاعب) (الإنجليزية)
- كاميرون نورمان على موقع Soccerway.com (الإنجليزية)

{{شريط تصفح تشكيلة فريق كرة قدم
|الاسم=
|اسم الفريق= نيوبورت كونتي
|القائمة=
- 1 Nik Tzanev [الإنجليزية]‏
- 3 غلينون
- 4 Matt Baker (footballer, born 2003) [الإنجليزية]‏
- 5 كلارك
- 6 Ciaran Brennan [الإنجليزية]‏
- 7 Bobby Kamwa [الإنجليزية]‏
- 8 سميث
- 9 بيكر-ريتشاردسون
- 10 Oliver Greaves [الإنجليزية]‏
- 11 Cameron Antwi [الإنجليزية]‏
- 12 Joe Thomas (footballer, born 2002) [الإنجليزية]‏
- 13 Jacob Carney [الإنجليزية]‏
- 14 Kai Whitmore [الإنجليزية]‏
- 15 Jenkins
- 17 Thomas Davies (footballer, born 2003) [الإنجليزية]‏
- 19 جارنر
- 20 Ben Lloyd (footballer) [الإنجليزية]‏
- 21 Michael Spellman (footballer) [الإنجليزية]‏
- 22 Habeeb Ogunneye [الإنجليزية]‏
- 23 Michael Reindorf [الإنجليزية]‏
- 26 Cameron Evans [الإنجليزية]‏

{{لاعب تشكيلة فريق كرة قدم|الرقم=27|الاسم=Alexander-Walker
- 28 Jordan Wright (footballer) [الإنجليزية]‏
- 29 Keenan Patten [الإنجليزية]‏

{{لاعب تشكيلة فريق كرة قدم|الرقم=30|الاسم=Co. Evans
- 31 Nelson Sanca [الإنجليزية]‏
- 32 Jaden Warner [الإنجليزية]‏
- 34 Jac Norris [الإنجليزية]‏
- 38 Lonergan
- مدرب: هيوز